# США на зимних Олимпийских играх 2002
Соединённые Штаты принимали зимние Олимпийские игры 2002 года в своём городе Солт-Лейк-Сити (Юта). Честь страны защищали двести два спортсмена, принимавшие участие в пятнадцати видах спорта. В итоге выступление оказалось крайне успешным, сборная удостоилась тридцати четырёх комплектов наград и в общекомандном зачёте заняла третье место. Этот результат по количеству медалей почти в три раза превосходит предыдущие выступления на домашних Олимпиадах в Лейк-Плэсиде 1932 и 1980 годов, а также в Скво-Вэлли 1960 года. Кроме того, сборная США повторила рекорд Норвегии на зимних Олимпийских играх 1994 года, заработав на домашних соревнованиях десять золотых наград, однако спустя восемь лет этот рекорд побила сборная Канады, заработав четырнадцать золотых комплектов медалей на играх в Ванкувере.

## Медалисты
| Золото  | |                                                    |            |
| №       | Спортсмены | Вид спорта (дисциплина)                            | Дата       |
| 1       | Келли Кларк | Сноуборд (хафпайп, женщины)                        | 10 февраля |
| 2       | Росс Пауэрс | Сноуборд (хафпайп, мужчины)                        | 11 февраля |
| 3       | Кейси Фитцрэндольф | Конькобежный спорт (500 метров, мужчины)           | 12 февраля |
| 4       | Крис Уитти | Конькобежный спорт (1000 метров, женщины)          | 17 февраля |
| 5       | Джилл Баккен Вонетта Флауэрс | Бобслей (двойки, женщины)                          | 19 февраля |
| 6       | Дерек Парра | Конькобежный спорт (1500 метров, мужчины)          | 19 февраля |
| 7       | Аполо Антон Оно | Шорт-трек (1500 метров, мужчины)                   | 20 февраля |
| 8       | Джимми Ши | Скелетон (мужчины)                                 | 20 февраля |
| 9       | Тристан Гейл | Скелетон (женщины)                                 | 20 февраля |
| 10      | Сара Хьюз | Фигурное катание (одиночное катание, женщины)      | 21 февраля |
| Серебро | |                                                    |            |
| №       | Спортсмены | Вид спорта (дисциплина)                            | Дата       |
| 1       | Шеннон Барке | Фристайл (могул, женщины)                          | 9 февраля  |
| 2       | Дерек Парра | Конькобежный спорт (5000 метров, мужчины)          | 9 февраля  |
| 3       | Дэнни Касс | Сноуборд (хафпайп, мужчины)                        | 11 февраля |
| 4       | Трэвис Майер | Фристайл (могул, мужчины)                          | 12 февраля |
| 5       | Боде Миллер | Горнолыжный спорт (комбинация, мужчины)            | 13 февраля |
| 6       | Марк Гримметт Брайан Мартин | Санный спорт (двойки)                              | 15 февраля |
| 7       | Аполо Антон Оно | Шорт-трек (1000 метров, мужчины)                   | 16 февраля |
| 8       | Джо Пак | Фристайл (акробатика, мужчины)                     | 19 февраля |
| 9       | Ли Энн Парсли | Скелетон (женщины)                                 | 20 февраля |
| 10      | Боде Миллер | Горнолыжный спорт (гигантский слалом, мужчины)     | 21 февраля |
| 11      | Крис Бейли Лори Бейкер Керин Бай Джули Чу Натали Дарвиц Сара Декоста Трисия Дунн-Луома Камми Гранато Кортни Кеннеди Андреа Килборн Кэти Кинг Шелли Луни Сью Мерц Эллисон Млечко Тара Маунси Дженни Поттер Анджела Раггьеро Сара Тьютинг Линдсей Уолл Крисси Уенделл            | Хоккей (женщины)                                   | 21 февраля |
| 12      | Тодд Хейз Рэнди Джонс Билл Шаффенхауэр | Бобслей (четвёрки, мужчины)                        | 23 февраля |
| 13      | Тони Амонте Том Баррассо Крис Челиос Адам Дэдмарш Крис Друри Майк Данэм Билл Герин Фил Хаусли Бретт Халл Джон Леклер Брайан Лич Аарон Миллер Майк Модано Том Поти Брайан Рафалски Майк Рихтер Джереми Рёник Брайан Ролстон Гэри Сутер Кейт Ткачук Дуг Уэйт Майк Йорк Скотт Янг | Хоккей (мужчины)                                   | 24 февраля |
| Бронза  | |                                                    |            |
| №       | Спортсмены | Вид спорта (дисциплина)                            | Дата       |
| 1       | Джаррет Томас | Сноуборд (хафпайп, мужчины)                        | 11 февраля |
| 2       | Кип Карпентер | Конькобежный спорт (500 метров, мужчины)           | 12 февраля |
| 3       | Тимоти Гейбл | Фигурное катание (одиночное катание, мужчины)      | 14 февраля |
| 4       | Клэй Айвз Крис Торп | Санный спорт (двойки)                              | 15 февраля |
| 5       | Крис Клаг | Сноуборд (параллельный гигантский слалом, мужчины) | 15 февраля |
| 6       | Джоуи Чик | Конькобежный спорт (1000 метров, мужчины)          | 16 февраля |
| 7       | Дженнифер Родригес | Конькобежный спорт (1000 метров, женщины)          | 17 февраля |
| 8       | Дженнифер Родригес | Конькобежный спорт (1500 метров, женщины)          | 20 февраля |
| 9       | Мишель Кван | Фигурное катание (одиночное катание, женщины)      | 21 февраля |
| 10      | Майк Кон Даг Шарп Брайан Шаймер Дэн Стил | Бобслей (четвёрки, мужчины)                        | 23 февраля |
| 11      | Расти Смит | Шорт-трек (500 метров, мужчины)                    | 23 февраля |